# Rotsvalk
De rotsvalk (Falco rupicolus) is een roofvogel uit de familie der valken (Falconidae).

## Verspreiding en leefgebied
Deze soort komt van Angola tot zuidelijk Tanzania en zuidwaarts tot Zuid-Afrika..

## Status
De rotsvalk komt niet als aparte soort voor op de lijst van het IUCN, maar is daar een ondersoort van de torenvalk (F. tinnunculus rupicolus).